# Franciszek i Hiacynta Marto

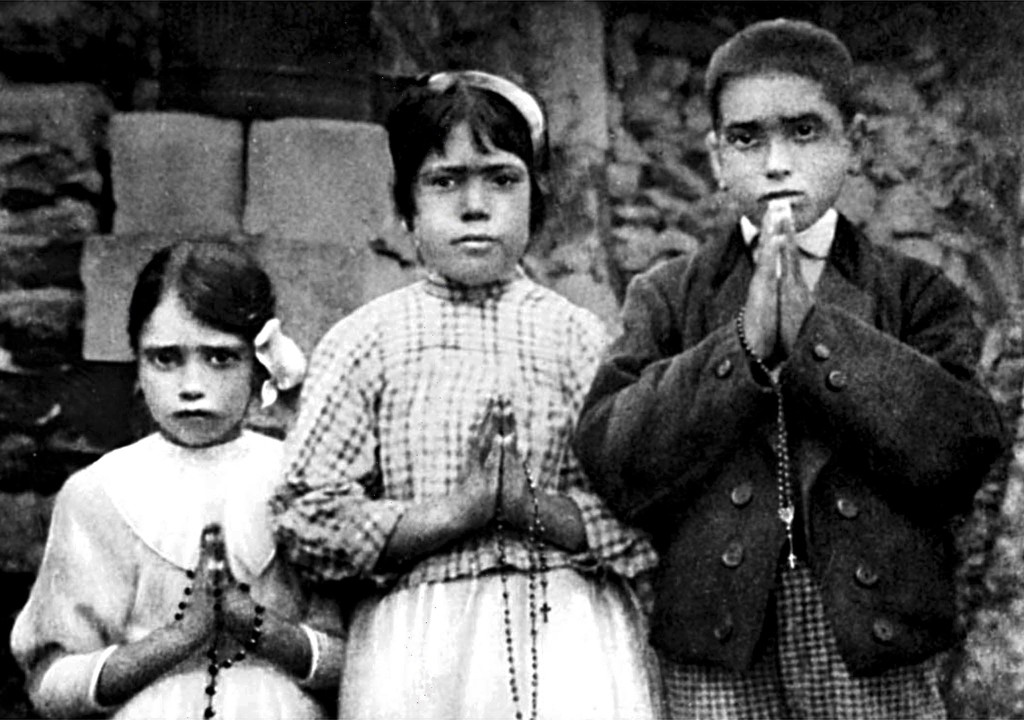
Franciszek i Hiacynta z kuzynką Łucją dos Santos (w środku)

Francisco Marto (ur. 11 czerwca 1908 w Aljustrel, zm. 4 kwietnia 1919 tamże) i Jacinta Marto (ur. 5 marca 1910 w Aljustrel, zm. 20 lutego 1920 w Lizbonie) – portugalskie rodzeństwo, które wedle Kościoła katolickiego w 1917 roku, wraz z Lúcią (Łucją) dos Santos, doznało objawień maryjnych w Fátimie, święci Kościoła katolickiego.

## Życiorys

### Dzieciństwo

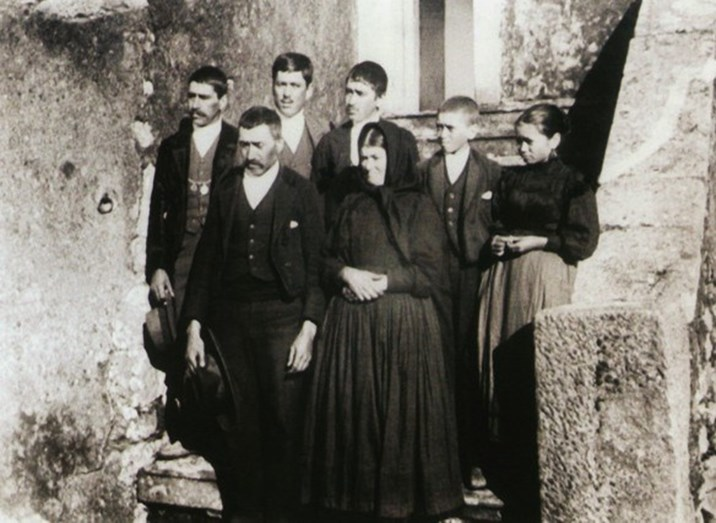
Zbiorowe zdjęcie rodziny Marto. Na pierwszym planie rodzice Franciszka i Hiacynty: Manuel Pedro Marto (1879–1957) i Olímpia de Jesus Marto (1869–1956); za nimi Franciszek i Hiacynta, a także: António dos Santos Rosa (1889–1971), Manuel dos Santos Rosa (1895–1976), José dos Santos Marto (1899–1990), João dos Santos Marto (1906–2000) i Florinda de Jesus (1901–1920), rodzeństwo pastuszków (pierwsi dwaj byli ich przyrodnimi braćmi, z pierwszego małżeństwa matki)

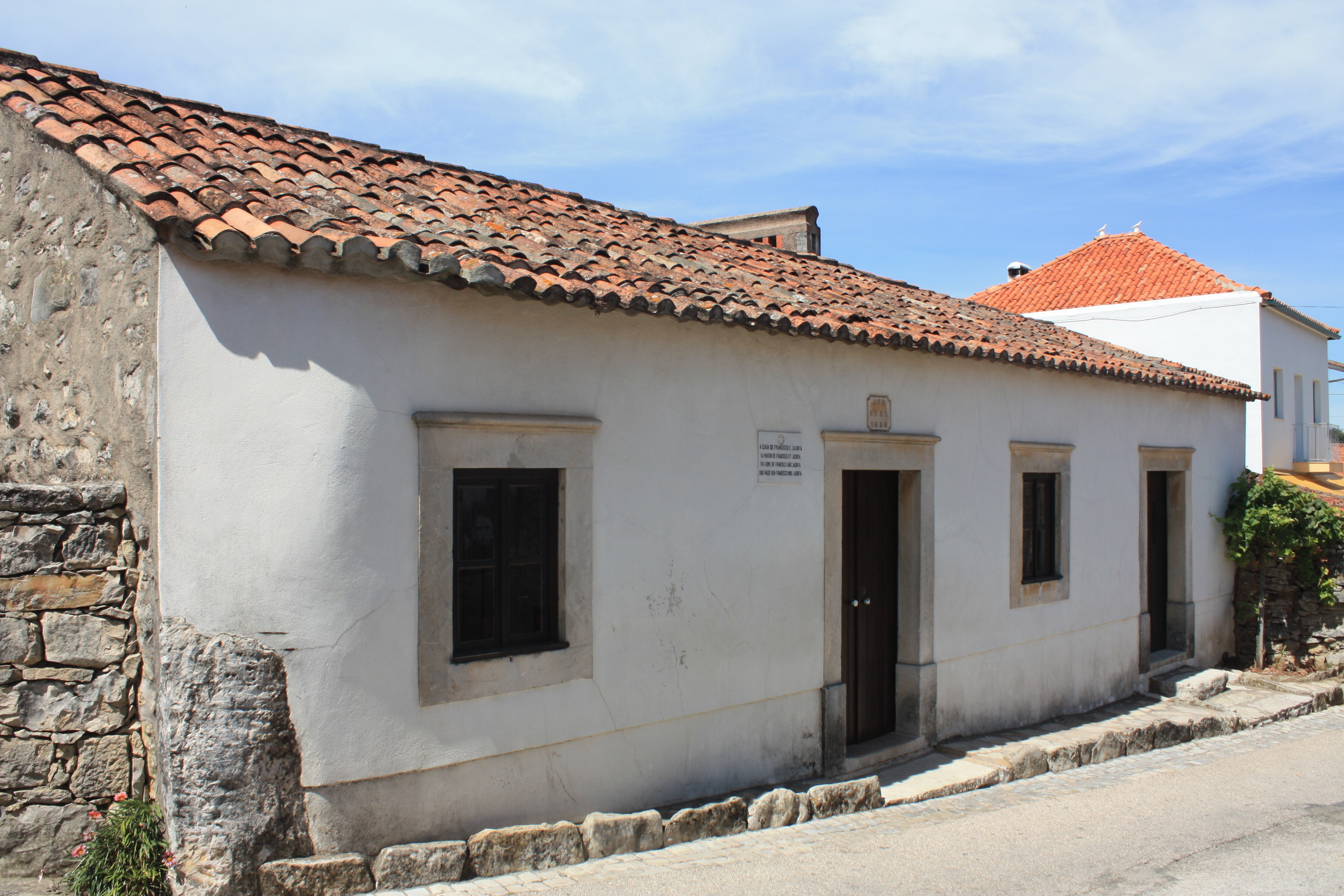
Dom rodzinny Franciszka i Hiacynty w Aljustrel

Franciszek i Hiacynta urodzili się jako najmłodsze dzieci Manuela (1873–1957) i Olimpii Marto (1869–1956). Rodzeństwo było analfabetami. Wraz z kuzynką Łucją pomagali w gospodarstwie rodzinnym, pasąc owce.
Franciszka opisywano jako osobę spokojną i małomówną, głęboko wierzącą i zaangażowaną w praktyki religijne związane z kultem maryjnym, opiekuńczą wobec zwierząt. Lubił modlić się w samotności, jak twierdził – dla wynagrodzenia Jezusowi grzechów świata.
Hiacynta była jego młodszą siostrą. Doświadczenia mistyczne poważnie wpłynęły na jej charakter, zwiększyło się jej zaangażowanie religijnie, podejmowała również praktyki pokutne i ascetyczne w intencji nawrócenia grzeszników, realizując zalecenia, jakie wizjonerzy mieli otrzymać podczas objawienia.

### Objawienia
W objawieniach prywatnych Maryja przykazała im, by zachęcali innych do odmawiania różańca, jako zadośćuczynienie za grzechy i intencji nawrócenia grzeszników, które to zalecenie realizowali. Do dziś katolicy praktykują odmawianie różańca, szczególnie w październiku, który uznawano za miesiąc Różańca Świętego już w XIX wieku. Związane są z nimi Tajemnice fatimskie.

### Śmierć
Wkrótce po objawieniach oboje ciężko zachorowali i zmarli. Przyczyną śmierci była rozprzestrzeniająca się wówczas pandemia grypy hiszpańskiej. U Franciszka wywiązało się zapalenie płuc. Zmarł w rodzinnym domu 4 kwietnia 1919 roku.
U Hiacynty rozwinęło się ropne zapalenie opłucnej. Przeszła operację, podczas której usunięto jej dwa żebra. Ze względu na stan jej serca nie mogła być w pełni znieczulona, zastosowano znieczulenie miejscowe za pomocą chloroformu. Swoje cierpienia ofiarowała za nawrócenie grzeszników. Zmarła 20 lutego 1920 roku w szpitalu w Lizbonie.
Rodzeństwo zostało pochowane w bazylice Matki Bożej Różańcowej w Fátimie. W 2006 roku obok doczesnych szczątków dzieci spoczęło ciało trzeciej wizjonerki, karmelitanki bosej, Łucji dos Santos.

### Proces beatyfikacyjny i kanonizacyjny

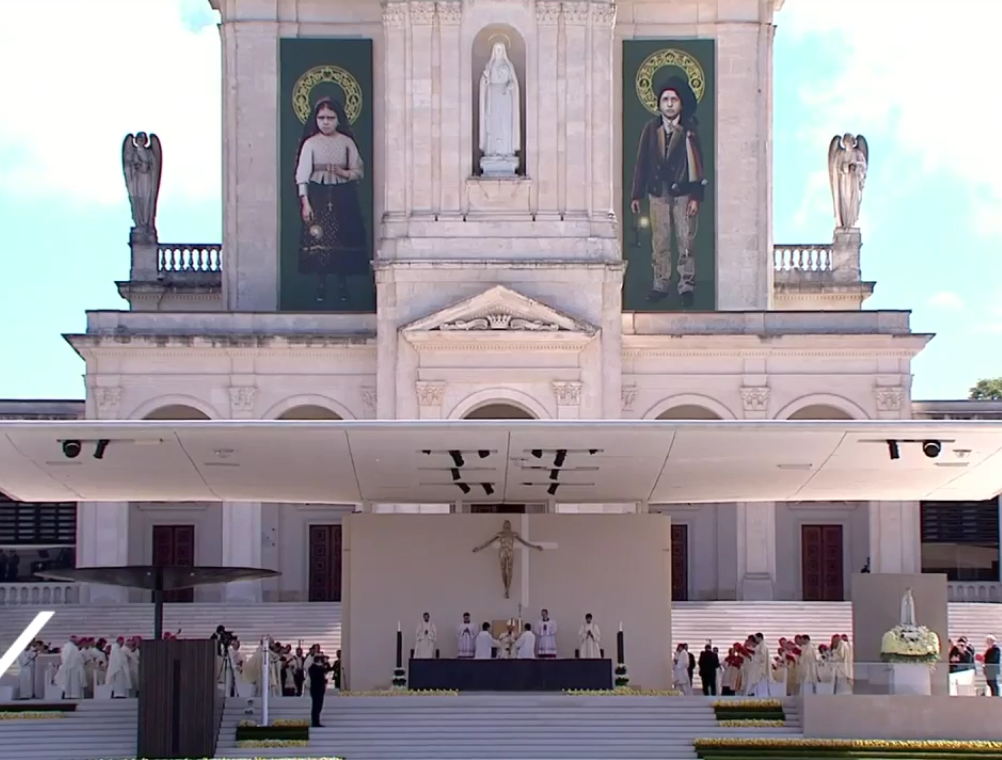
Kanonizacja błogosławionych pastuszków (nad ołtarzem portrety kanonizacyjne Hiacynty i Franciszka Marto)

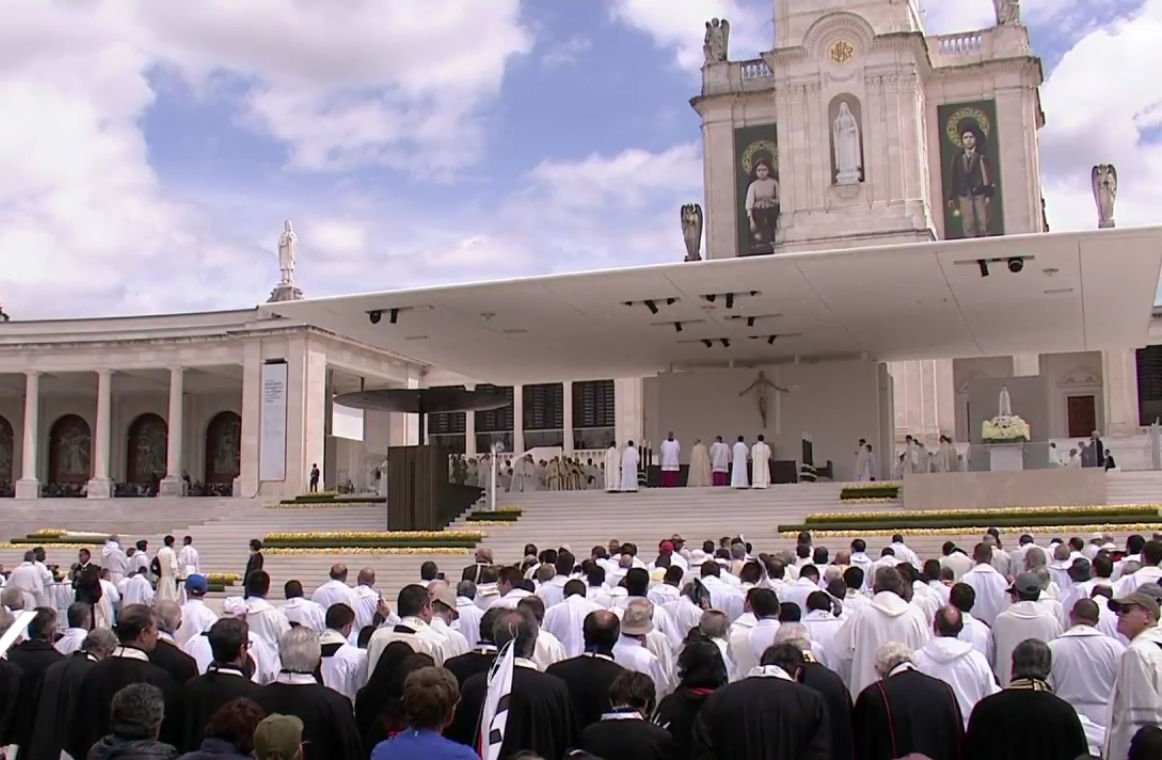
Kanonizacja Franciszka i Hiacynty Marto na placu przy sanktuarium w Fatimie (13 maja 2017)

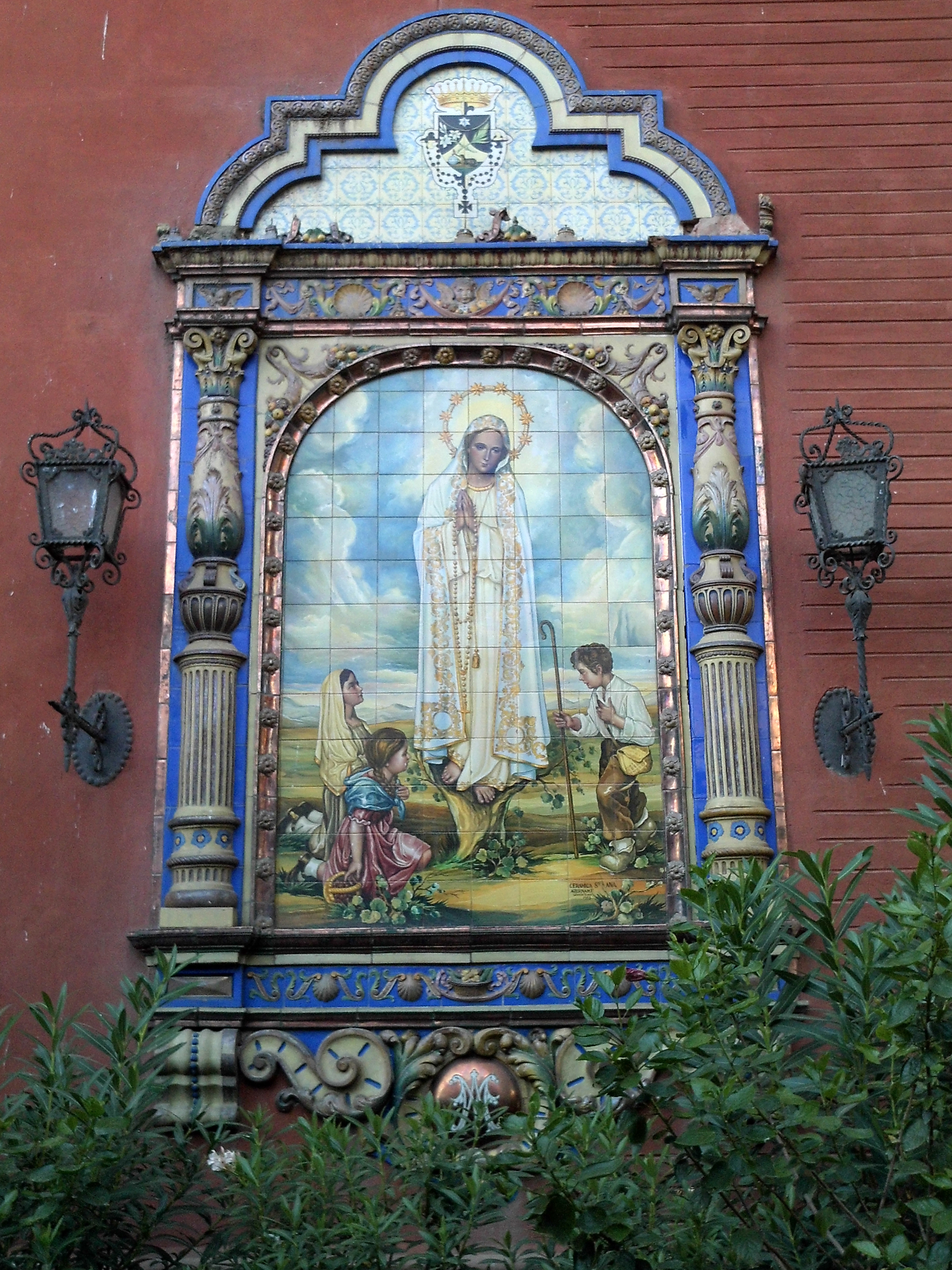
Popularne w Portugalii przedstawienie Objawień Fatimskich na płytkach azulejo

Procesy beatyfikacyjne rodzeństwa rozpoczęły się w 1946 roku. Ich zwłoki zostały ekshumowane w 1935 roku, a po raz drugi w 1951 roku. 13 maja 1989 roku papież Jan Paweł II podpisał dekret uznający heroiczność ich cnót. Jedenaście lat później w 2000 roku, podczas swojej ostatniej podróży do Portugalii papież dokonał ich beatyfikacji. Hiacynta jest najmłodszym beatyfikowanym dzieckiem, które nie zginęło śmiercią męczeńską.
23 marca 2017 roku papież Franciszek podpisał dekret uznający cud za wstawiennictwem błogosławionych pastuszków, zaś 20 kwietnia 2017 roku podczas konsystorza wyznaczył datę ich kanonizacji.
Za cud kanonizacyjny wybrano uzdrowienie przed ponad dziesięcioma laty, wówczas 6-letniego chłopca z Brazylii, który bawiąc się z siostrą, wypadł z mieszkania na wysokości 7 metrów, doznając silnego urazu głowy. Uraz był tak silny, że pomimo przeżycia dziecku groziła niepełnosprawność umysłowa. W trakcie akcji ratunkowej ojciec młodego Brazylijczyka modlił się do Matki Boskiej Fatimskiej oraz do bł. pastuszków. Trzy dni po wypadku lekarze stwierdzili, iż sześciolatek jest zupełnie zdrowy i został wypisany do domu.
13 maja 2017 roku, w setną rocznicę objawień fatimskich, podczas uroczystej mszy świętej na placu przy sanktuarium w Fatimie, w czasie swojej podróży apostolskiej, papież Franciszek dokonał kanonizacji bł. Franciszka i Hiacynty Marto włączając ich w poczet świętych Kościoła katolickiego i stali się pierwszymi i najmłodszymi kanonizowanymi niebędącymi męczennikami.

## Miejsce kultu i wspomnienie

### Szczególne miejsca kultu w Polsce
Szczególnym miejscem kultu Franciszka i Hiacynty Marto w Polsce jest sanktuarium Matki Bożej Fatimskiej na zakopiańskich Krzeptówkach. Zostało wzniesione jako votum za ocalenie życia papieża Jana Pawła II po zamachu z 13 maja 1981 roku. W kościele wzniesionym w latach 1987–1992 znajdują się relikwie świętych.
W Szczecinie w parafii św. Tomasza Apostoła powstało pierwsze na świecie sanktuarium dzieci fatimskich (ogłoszone 4 października 2014). 9 września 2012 r. podczas nabożeństwa fatimskiego bp Antonio Marto – biskup Fátimy uroczyście wprowadził relikwie dzieci fatimskich do tej parafii.
Parafia Narodzenia Pańskiego w Pajęczynie od 2015 r. to kolejne sanktuarium pastuszków fatimskich w Polsce.  

### Parafie pod wezwaniem świętych Hiacynty i Franciszka
- 1 lipca 2000 r. utworzono parafię, wtedy jeszcze błogosławionych, obecnie św. Hiacynty i Franciszka w Ostródzie, należącą do archidiecezji warmińskiej i dekanatu Ostróda – Wschód.
- Również w 2000 r. utworzono Parafię Świętych Hiacynty i Franciszka w Kielcach-Malikowi, należącą do dekanatu Kielce-Zachód diecezji kieleckiej.
- W 2003 r. w Wólce Kosowskiej poświęcono kościół filialny parafii księży michalitów w Młochowie, który otrzymał wezwanie Błogosławionych Dzieci z Fatimy: Hiacynty i Franciszka. Parafia należy do dekanatu raszyńskiego w archidiecezji warszawskiej[15].

### Relikwie świętych Hiacynty i Franciszka w Polsce
W wielu parafiach (kościołach) w Polsce znajdują się relikwie dzieci fatimskich m.in.: w parafii Niepokalnego Serca NMP Skierniewicach, parafii katedralnej w Rzeszowie, bazylice wadowickiej oraz nowosądeckiej, sanktuarium fatimskim w Tarnowie, w parafii NSPJ w Nowym Tomyślu, w parafii św. Michała Archanioła i bł. ks. Bronisława Markiewicza w Toruniu, parafii św. Antoniego w Pieszycach, w parafii Niepokalanego Serca NMP w Okartowie, w parafii Męczeństwa świętego Jana Chrzciciela w Międzychodzie, oraz w parafii św. Stanisława BM w Smęgorzowie, w parafii NMP Różańcowej w Kruszynie i w parafii świętych Apostołów w Międzyrzecu Podlaskim.

### Wspomnienie
Ich wspomnienie liturgiczne obchodzone jest 20 lutego, w dzień śmierci Hiacynty Marto.